# Keith Brueckner
Keith Allan Brueckner (Minneapolis, 19 de março de 1924 — 19 de setembro de 2014) foi um físico teórico estadunidense.